# Don Hall
Donald Lee Hall (n. 8 martie 1969, Glenwood⁠(d), Iowa, SUA) este un regizor de film american, actor de voce și scriitor la Walt Disney Animation Studios. Este cunoscut pentru co-regizarea Winnie the Pooh (2011), Big Hero 6 (2014), Moana (2016) și Raya and the Last Dragon (2021). Big Hero 6 a câștigat Oscarul pentru cel mai bun film de animație în 2015.
De asemenea, Hall urmează să regizeze Strange World , care va fi lansat pe 23 noiembrie 2022. 
Hall este absolvent al Universității din Iowa⁠(en)[traduceți] cu o licență în arte plastice în desen și pictură.